# NGC 7567
NGC 7567 (również PGC 70885 lub UGC 12468) – galaktyka spiralna (Scd), znajdująca się w gwiazdozbiorze Pegaza. Odkrył ją Albert Marth 3 listopada 1864 roku.